# Thomas Fitzwilliam (4e vicomte Fitzwilliam)
Thomas FitzWilliam, 4e vicomte FitzWilliam (vers 1640 – 1704) est un noble et homme d'État irlandais. Il est un jacobite irlandais de premier plan et une figure politique d'une certaine importance pendant la guerre de Williamite en Irlande.

## Biographie
Il est le fils unique de William FitzWilliam (3e vicomte FitzWilliam) et de Mary Luttrell. Il est probablement né à Dundrum Castle, où vivaient ses parents au début des années 1640. Après la Rébellion irlandaise de 1641 les Fitzwilliams, qui étaient auparavant parmi les plus grands propriétaires terriens de Dublin, sont dépossédés de la plupart de leurs terres. Le père de Thomas passa quelques années en France et combat pour Charles Ier en Angleterre pendant la Première révolution anglaise, devenant gouverneur de Whitchurch. En 1655, William et son frère aîné, Oliver FitzWilliam (1er comte de Tyrconnell) (en), ayant fait la paix avec le Parlement, sont autorisés à récupérer une partie du domaine familial. Après la restauration de Charles II, les Fitzwilliams, très loyaux envers la Couronne, sont très favorisés par le nouveau régime et recouvrent le reste de leurs terres, y compris leur siège principal, le château de Merrion. Le père de Thomas devient vicomte en 1667 et Thomas lui-même trois ans plus tard. Il hérite également de domaines considérables dans le comté de Westmeath de son oncle maternel, Thomas Luttrell.

## Religion et politique
Le père de Thomas est un catholique ouvert et dévot. À sa mort, plusieurs prêtres catholiques assistent à ses funérailles. Il marie ses filles dans des familles catholiques. Thomas partageait les croyances religieuses de son père : selon la tradition, il donnait de l'argent pour la construction d'une maison de messe catholique à Booterstown. 
Lorsque Jacques II accède au trône, Thomas appuie avec enthousiasme sa politique pro-catholique et devient une figure politique d’une certaine importance. Jacques II le nomme au Conseil privé d'Irlande et en fait un commissaire au Trésor. Pendant les guerres de Williamite, il reçoit un commandement militaire : en 1691, il lève une troupe pour le soulagement du siège de Limerick, mais est vaincu lors d'un affrontement avec les forces Wiliamites. 
Après la chute de la cause jacobite, Lord FitzWilliam fait l’objet d’un Bill d'attainder, qui est ensuite levé, à cause de la loyauté de la famille envers la Couronne, de leur richesse et de leur influence. Il siège à la Chambre des lords irlandaise en 1695, mais s’il est prêt à prêter allégeance à Guillaume III d'Orange-Nassau, sa conscience l’empêche de rejoindre l’Église d'Irlande et il se retire de la Chambre. Aucune autre mesure n'est prise contre lui et il est décédé encore en possession de ses biens le 20 février 1704.

## Famille
Lord FitzWilliam épouse Mary Stapleton, fille du principal parlementaire Philip Stapleton et de sa première épouse, Frances Hotham : c'est un mariage quelque peu surprenant, compte tenu des profondes divisions existant entre les deux familles au sujet de la religion et de la politique. Ils ont un fils survivant, Richard Fitzwilliam (5e vicomte Fitzwilliam).
Il se remarie ensuite avec Elizabeth Pitt, fille de George Pitt de Strathfieldsaye ; elle est une cousine éloignée de William Pitt l'Ancien. Ils ont une fille, Mary qui épouse George Talbot et est la mère de George Talbot, 14e comte de Shrewsbury.